# Anoncus referendus
Anoncus referendus är en stekelart som först beskrevs av Heinrich 1953.  Anoncus referendus ingår i släktet Anoncus och familjen brokparasitsteklar. Arten är reproducerande i Sverige. Inga underarter finns listade i Catalogue of Life.